# Pierre Bernard (Fußballspieler)

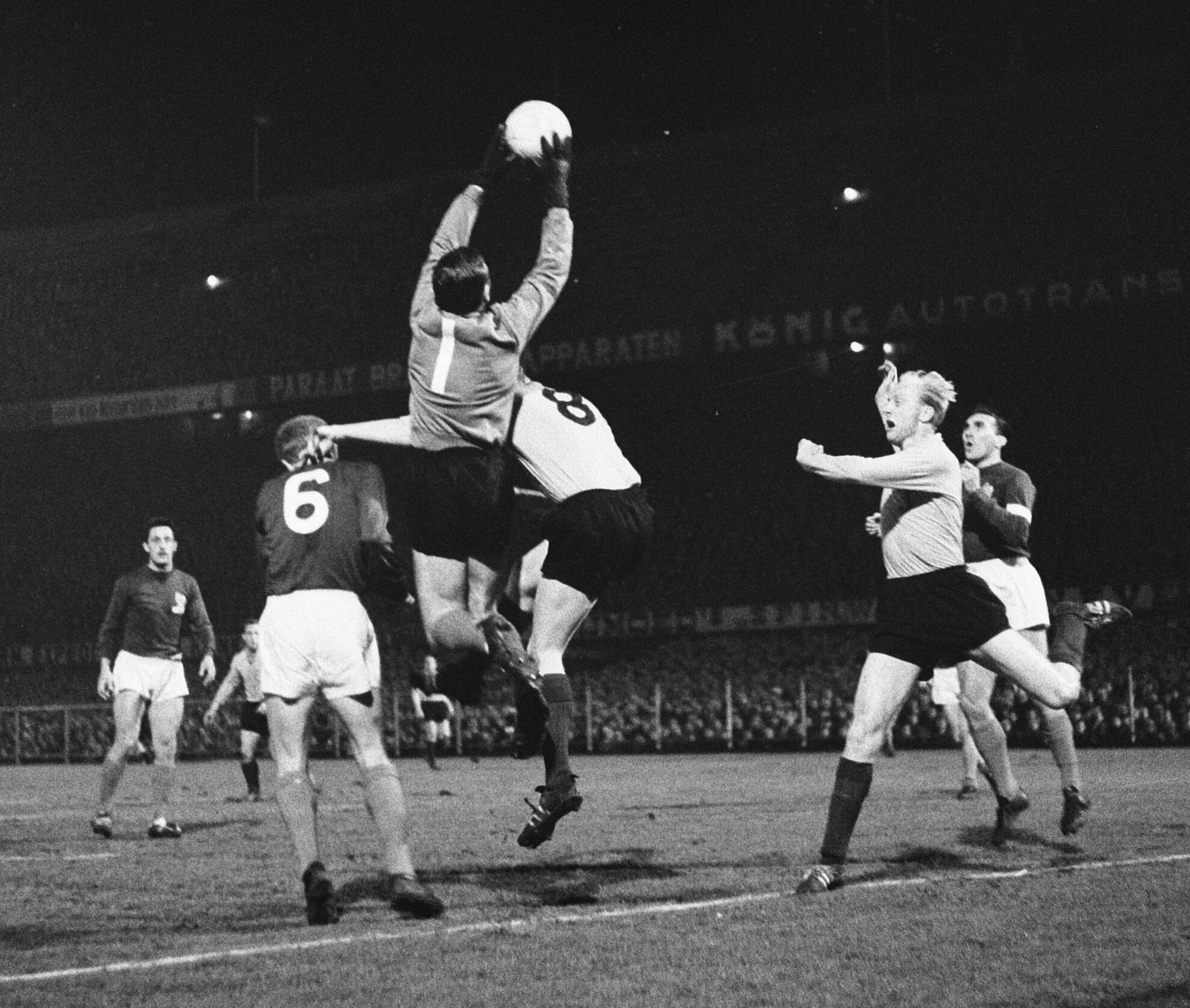
Pierre Bernard (1963)

Pierre Bernard (* 27. Januar 1932 in Boissezon, Département Tarn; † 28. Mai 2014) war ein französischer Fußballspieler.

## Vereinskarriere
Als Jugendlicher und junger Erwachsener spielte der Torwart für die Étoile Sportive aus dem nahe seinem Geburtsort gelegenen Castres; bereits während dieser Zeit führten seine Leistungen bei dem Amateurklub dazu, dass er in die französische A-Jugend-Nationalmannschaft berufen und in dieser auch während der Junioren-Europameisterschaft 1950 in Österreich eingesetzt wurde. 1952 verpflichtete ihn der Erstdivisionär Girondins Bordeaux, der unter anderem dank seiner starken Holländer Bertus de Harder und Joop de Kubber bis 1955 regelmäßig um die Meisterschaft mitspielte. Dort hatte Pierre Bernard in Jean-Guy Astresses und René-Jean Jacquet allerdings starke Konkurrenten, und als die Girondins 1955 das Pokalendspiel erreichten, saß er nur auf der Ersatzbank. Dennoch kam er bis zum Abstieg der Mannschaft in die zweite Division (1956) auf 91 Punktspieleinsätze. Als der Wiederaufstieg nicht sofort gelang, folgte der Torhüter dem Angebot der UA Sedan-Torcy, wieder im fußballerischen Oberhaus zu spielen. Bei den „Arbeiterfußballern“ aus den Ardennen war er einer der wenigen, der keiner zusätzlichen beruflichen Tätigkeit nachging. In der Liga meist nur im Tabellenmittelfeld mitspielend, gewann er dort seinen ersten Titel, als Sedan-Torcy die Saison 1960/61 mit dem Pokalsieg krönte – und diesmal stand der kurz zuvor auch als Nationalspieler debütierende Bernard sowohl im sehr engen Halbfinale gegen seine ehemaligen Girondins als auch während des Endspiels (3:1-Erfolg über Olympique Nîmes) im Tor. Für seine Saisonleistungen wurde er persönlich, gemeinsam mit Mahi Khennane, von France Football mit der Étoile d’Or ausgezeichnet, war damit gleichzeitig Frankreichs Fußballer des Jahres. Dennoch wechselte er einige Wochen später nach 114 Ligaeinsätzen für die Ardenner ausgerechnet zu Endspielgegner Nîmes, war somit wieder in Südfrankreich ansässig. Die Mannschaft von Trainer Kader Firoud spielte zweimal um den Titel mit; mehr als einen dritten Rang 1962 erreichte sie aber nicht.
1963 begann Pierre Bernards erfolgreichster Laufbahnabschnitt: Trainer Jean Snella holte ihn als Nachfolger von Claude Abbes zur AS Saint-Étienne und in einen Kreis von Mitspielern, der in seiner Mischung aus Erfahrung (beispielsweise Jacques Foix, René Ferrier, Rachid Mekhloufi, Maryan Wisnieski, Robert Herbin) und Nachwuchshoffnungen wie Aimé Jacquet, André Guy, Hervé Revelli, Jean-Michel Larqué, Bernard Bosquier oder Georges Bereta den Beginn des Aufstiegs der Verts („die Grünen“ ist bis in die Gegenwart der verbreitete Spitzname der ASSE) zu Frankreichs Nummer eins markierte. Gleich 1964 gewann der Torwart mit seinen Kameraden den französischen Meistertitel; im Europapokal der Landesmeister 1964/65 allerdings kam bereits nach zwei Spielen, in denen Bernard vier Treffer kassierte, das Aus, als der Favorit dem FC La Chaux-de-Fonds unter dessen deutsch-französischem Spielertrainer Henri Skiba unterlag. Dafür gewann er mit Saint-Étienne 1967 erneut die nationale Meisterschaft, und wie schon 1961 wechselte er unmittelbar nach einem Titelgewinn auch diesmal den Verein. In den vier Jahren hatte er in kaum einem Pflichtspiel der Verts gefehlt (138 Punktspieleinsätze); sein Nachfolger dort wurde mit Georges Carnus ebenfalls ein Nationaltorwart.
Die letzte Profistation des inzwischen 35-Jährigen war mit dem Red Star FC ein traditionsreicher und illustrer Klub, der aber eher gegen den Abstieg als um einen Titel spielte. Auch für diesen bestritt Bernard in zwei Saisons noch über 60 Partien in der Division 1, erzielte dabei sogar noch einmal ein Tor in einem Punktspiel – was ihm bereits in seiner Zeit bei Sedan-Torcy gelungen war – und beendete 1969 nach 470 Erstligaspielen seine fast zwei Jahrzehnte lange aktive Laufbahn.

### Stationen
- Étoile Sportive Castraise (bis 1952)
- Girondins de Bordeaux (1952–1957, davon 1956/57 in D2)
- Union Athlétique Sedan-Torcy (1957–1961)
- Nîmes Olympique (1961–1963)
- Association Sportive de Saint-Étienne (1963–1967)
- Red Star FC (1967–1969)

## In der Nationalmannschaft
Zwischen Pierre Bernards Einsätzen für die französische Jugendauswahl und seinem Debüt in der
A-Nationalelf (3:0 gegen Bulgarien im Dezember 1960), nicht lange vor seinem 29. Geburtstag, lagen rund zehn Jahre. Bis Ende Mai 1964 bestritt er, auf der Torwartposition nahezu unangefochten, 20 Länderspiele; allerdings fiel seine internationale Karriere auch in eine Zeit, in der die Bleus sich weder für die Weltmeisterschaft in Chile noch für die Europameisterschaftsendrunde in Spanien qualifizieren konnten – der Anfang eines langen, in Frankreich als „graue Jahre“ bezeichneten, erfolgsarmen Abschnitts der Länderspielgeschichte.
Er war der Typ des sachlichen, ganz unspektakulären Torhüters, der es „schätzte, wenn sein Dress bei Abpfiff immer noch sauber war“, und zeichnete sich durch „erstaunliche Reflexe und gute Paraden auf der Torlinie“ aus, war zudem „sehr fangsicher“. In seinen letzten vier Partien, darunter sein 21. und zugleich (allerdings nicht-offizielles) Abschiedsspiel im März 1965 (1:2 gegen Österreich), war er auch Mannschaftskapitän der Franzosen. Ansonsten ist er nur ein weiteres Mal gegen eine Nationalelf aus dem deutschsprachigen Raum aufgelaufen: im November 1963 beim 2:2 gegen die Schweiz.

## Palmarès
- Französischer Meister: 1964, 1967
- Französischer Pokalsieger: 1961 (und Finalist 1955, aber ohne Einsatz)
- 21 A-Länderspiele
- Junioren-EM-Teilnehmer 1950 (2:3 im Endspiel gegen Österreich)
- Auszeichnung mit der Étoile d’Or als Frankreichs Fußballer des Jahres: 1960/61